# Líquido de Fermi

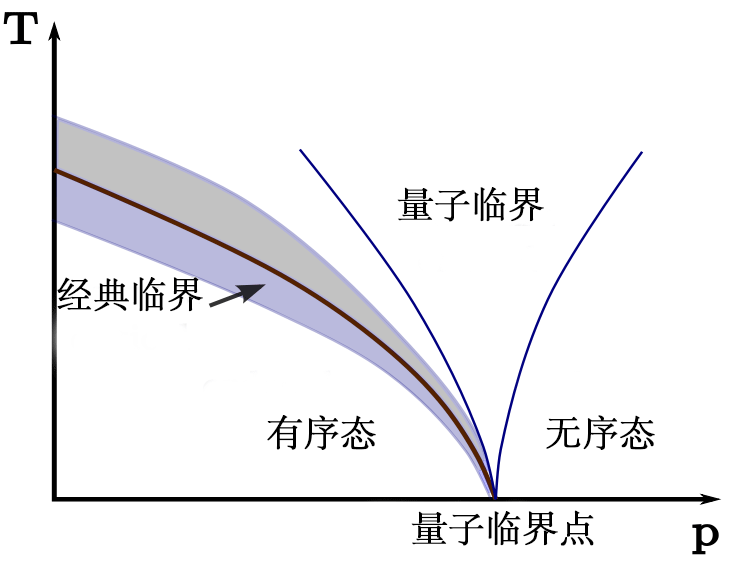
Gráfico

Um líquido de Fermi é um estado quântico da matéria, é um termo genérico para um líquido mecânico quântico de férmions, observado à baixas temperaturas para a maior parte dos sólidos cristalinos. A interação entre as partículas de um sistema de muitos corpos a faz não necessariamente ser pequena (ver por exemplo elétrons em um metal).
Ele se caracteriza macroscopicamente pelas propriedades termodinâmicas, magnéticas, e de transporte (ex : condutividade elétrica) universais e correspondentes à aquelas de um gás de elétrons sem interação, no qual teria se alterado simplesmente a massa. Esta massa renormalizada leva o nome de "massa efetiva", e traduz o fato das interacções entre elétrons ou com os átomos do cristal alterarem a mobilidade dos elétrons de condução.
As propriedades do líquido de Fermi são observáveis a baixa temperatura para praticamente qualquer mistura, na condição destes não apresentarem uma ordenação magnética (ferromagnética, anti-ferromagnética ou "vidro de spin").
Alguns materiais muito específicos não seguem este comportamento universal embora não apresentem nenhuma ordem magnética. Fala-se neste caso de um estado "não líquido de Fermi".

## Similaridades com gás de Fermi
O líquido de Fermi é qualitativamente análogo a gás de Fermi não interativo, no seguinte sentido: a dinâmica e a termodinâmica do sistema a energias de baixa excitação e temperaturas podem ser descritas pela substituição de férmions não interativos com as assim chamadas quasepartículas, cada uma das quais carrega o mesmo spin, carga elétrica e momento das partículas originais. Fisicamente estas devem ser pensadas como sendo as partículas cujo movimento é perturbado pelas partículas circunvizinhas e que elas mesmas perturbam as partículas em sua vizinhança. Cada estado excitado das muitas partículas do sistema de interação pode ser descrito listando todos os estados ocupados do impulso, apenas como no sistema em não-interação. Consequentemente, as grandezas tais como a capacidade de calor do líquido de Fermi comportam-se qualitativamente da mesma maneira que no gás de Fermi (e.g. a capacidade de calor eleva-se linearmente com a temperatura).

## Diferenças com gás de Fermi
São apontadas as seguintes diferenças do líquido de Fermi em relação ao gás de Fermi:

## Instabilidade do líquido de Fermi
A observação experimental de fases exóticas em sistemas fortemente correlacionados tem provocado um enorme esforço da comunidade teórica para tentar compreender sua origem microscópica. Uma rota possível para detectar instabilidades de um líquido de Fermi é precisamente a análise feita por Pomeranchuk. Devido a isto, a instabilidade de Pomeranchuk tem sido estudada por diversos autores, como por exemplo os trabalhos de Lamas, Cabra e Grandi ou Metzner e Dell’Anna com diferentes técnicas nos últimos anos e em particular, a instabilidade do líquido de Fermi para a fase nemática foi investigada para diversos modelos.

## Histórico
O estudo de líquidos quânticos iniciou seu desenvolvimento na década de 50 com foco sobre a fase líquida do 3He. A então teoria de Landau para líquidos de Fermi foi extremamente bem sucedida, não somente devido à modelagem para o 3He, mas por tratar adequadamente a modelagem para o comportamento da maioria dos metais. Uma revisão completa sobre tal teorização pode ser encontrada na obra de Pines e Nozieres. Posteriormente, Anthony Legget desenvolveu uma teorização para a descrição das fases exóticas do 3He que foi corroborada com experimentos e lhe rendeu o Prêmio Nobel de 2003.